# Hypofor
Hypofor är en stilfigur inom retorik i vilken talaren ställer en fråga som hon eller han sedan själv besvarar. Den är en resonerande figur som testar idéer och både ställer och besvarar frågor uttalat. Man skulle kunna se på hypoforen som att tänka högt. I egenskap av stilfigur underordnas hypoforen Elocutio i Partesmodellen.
Stilfigurer används enligt Ad Herennium för att antingen smycka språket; med ordfigurer, eller utbrodera tanken hos mottagarna; med tankefigurer. Hypoforen tillhör ordfigurerna och syftar till att förstärka den egna argumentationen, alternativt försvaga motpartens.   Man skapar en hypofor genom att först fråga sig vad som skulle kunna framföras till stöd för motpartens ståndpunkt (tes), och vad som skulle kunna framföras till nackdel för vår. Sedan plockar man ut de slutsatser som antingen är möjliga eller inte möjliga, och använder sig av dem för att gynna sig själv eller svartmåla motparten. På det här sättet skapas en svåremotsagd bevisföring, eftersom vi tar upp ett flertal möjliga motargument men sedan förkastar dem. Man kan se hypoforen som en variant av en retorisk fråga, som själv besvarar sin egen frågeställning.

## Klassificering och jämförelser
Hypoforen skulle kunna klassificeras som en stegring; vanligen tre satser som bygger upp känslor, och uttrycker en ökande styrkegrad medan satserna blir längre och längre. En hypofor kan vara utformad på detta sätt (men behöver inte nödvändigtvis vara det). Den kan i så fall liknas vid stilfiguren klimax. Hypoforen kan även liknas vid den retoriska figuren apostrof som består i att talaren låtsas vända sig till någon eller något närvarande eller inte närvarande, eftersom hypoforen kan ställa frågor till exempelvis åhörarna och sedan besvara dem. 
Hypoforen skiljer sig från till exempel en ellips (syntax) genom att hypoforen inte bara anklagar en person för att ha gjort något fel, och implicit antyder vad som vore rätt så som ellipsen skulle göra, utan explicit uttrycker vad som borde ha gjorts istället för det felaktiga.

## Exempel
För att visa hypoforens stärkande effekt på argumentationen följer här ett exempel på hur den kan användas. Denna variant av hypofor visar vad som borde ha gjorts i en viss situation, men som inte gjordes. Detta grepp ger stor kraft och tyngd åt argumenteringen.
”När du i förra veckan hittade en plånbok full med pengar på bussen, lämnade du in den till chauffören så att ägaren, via bussbolaget, kunde få veta att den blivit upphittad? Nej, du plockade upp plånboken och steg av bussen utan samvetskval. När du sedan passerade polishuset, gick du då in och lämnade plånboken så att ägaren kunde höra sig för hos dem om den blivit inlämnad av någon vänlig själ? Nej, du gick bara förbi utan minsta reflektion. När du kom hem, ringde du då upp personen vars ID-kort du hittat i plånboken för att personligen lämna tillbaka den? Nej. Istället gick du som den värsta sortens tjuv raka vägen till affären och spenderade de stulna pengarna på dyra saker till dig själv.”